# Candi Staton
Canzetta Maria Candi Staton (Hanceville (Alabama), 13 maart 1940) is een Amerikaanse r&b-, disco-, gospel- en soulzangeres.

## Het begin
Als tiener zong Staton met the Jewell Gospel Trio. Ze toerde in de jaren vijftig met andere gospelcoryfeeën zoals CL Franklin, en Mahalia Jackson. In 1969 werd Staton ontdekt als soliste door Clarence Carter (waarmee ze later zou gaan trouwen) en tekende ze een contract bij Capitol Records. Haar eerste single, I'd Rather Be An Old Man's Sweetheart (Then To Be A Young Man's Fool), werd door miljoenen mensen over de hele wereld gekocht. I'm Just A Prisoner, haar debuut-lp, komt in 1970 uit en haar tweede single Sweet Feeling werd een grote hit in de VS. In 1971 bracht ze de single Stand By Your Man uit, een cover van Tammy Wynette. Ook bracht ze In The Ghetto uit, een cover van Elvis Presley. Voor Stand By Your Man kreeg Staton haar eerste Grammy Award-nominatie en voor In The Ghetto kreeg ze haar tweede nominatie.
In 1975 werkte ze samen met de disco-producent Dave Crawford en had ze hits als Young Hearts Run Free (het werd later gecoverd door onder meer Rod Stewart, 
Sandy Kandau en Kym Mazelle). In 1977 zat Staton in het voorprogramma van de concertenreeks van Ray Charles in het Aladdin Theatre in Las Vegas. In 1978 zat ze samen met Lou Rawls (een jeugdvriend van Staton) in een televisieprogramma bij NBC genaamd Midnight Special. Een jaar later mocht ze in het Witte Huis voor president Jimmy Carter zingen tijdens het Black Music Association Dinner. In 1982 raakte haar carrière in een dip en was ze ontevreden over de samenwerking met Warner Bros.

## Gospel
Begin jaren tachtig bekeerde Staton samen met haar tweede man John Sissewell zich tot het christendom en begon gospel te zingen. John Sissewell was drummer van beroep en heeft onder andere samengewerkt met Donny Hathaway, Ashford & Simpson en hij was te horen op de lp The Boss van Diana Ross. Ze had met haar man acht gospelalbums gemaakt. In 1991 kreeg ze een clubdance toptienhit in Engeland met een remix van You Got the Love. Nieuwere versies daarvan werden in 1997 en 2006 opnieuw hits. Vanaf 1995 had ze een contract bij Intersound Records en nam ze opnieuw een paar van haar oude r&b-liedjes op en zong ook nieuwe popliedjes in. De dancehits die You Got the Love voortbracht werden de aanleiding om een heel dancealbum op te nemen. Hiervoor nam ze de Britse houseproducers van K-Klass in de arm. Leadsingle Love On Love werd gemaakt door Boy George. Ook Billie Ray Martin schrijft een tekst voor het nummer You're Still The Lightning. In 2000 kwam Here's a Blessing uit, dit was Statons elfde cd. Daarna kwamen er 2 cd's uit: een compilatie-cd met liedjes uit de Fame Records beginperiode en de cd His Hands. Statons dochter en zus zaten in het achtergrondkoor en haar zoon speelde de drums op deze cd. In 2003 werd ze onderdeel van een hit van houseproducer Paul Johnson. Hij gebruikte een sample van The Victim voor zijn plaat Doo Wop Wop. De uiteindelijke singleversie werd echter door een andere zangeres ingezongen. Op 21 oktober 2008 kwam de cd I Will Sing My Praise To You uit.

## You Got the Love
Een bijzonder nummer in het oeuvre van Candi is You Got the Love. Dit vanwege het feit dat de plaat meerdere malen een hit is geworden door verschillende remixes in de dancescene. You Got the Love werd oorspronkelijk in 1986 gemaakt voor een documentaire over obesitas, maar van een daadwerkelijke uitzending kwam het nooit. De a-cappellaversie kwam echter in handen van de Britse dj John Rush die het nummer opnieuw uitbracht in een discoversie. Daar gebruikte hij zijn alter ego The Source voor. In 1989 maakte hij er een mash-up mee door de vocals te mixen over het nummer Your love van Frankie Knuckles. Hiervoor gebruikte hij de naam Eren Abdullah (DJ Eren). In 1991 maakte hij er als John Truelove een nieuwe versie van waar hij de mash-up naspeelde in een meer gepolijste versie. Deze variant werd een top 10-hit in Groot-Brittannië. Tot die tijd was Candi Staton niet op de hoogte van het feit dat dit vergeten nummer een eigen leven was gaan leiden. In 1991 kreeg ze te horen dat ze een nummer een hit had in Engeland met een nummer dat ze zelf al lang vergeten was. In 1997 kwam het nummer weer onder de aandacht door de Now Voyager-mix. Ook dit was weer het werk van John Rush, die er ditmaal geheel nieuwe muziek bij heeft geschreven. In 2006 werd deze versie weer opnieuw bewerkt tot de New Voyager-mix, die gepaard ging met een nieuwe videoclip. Joss Stone en Florence And The Machine maakten covers van het nummer.

## Discografie

### Albums
| Album met eventuele hitnotering(en) in de Nederlandse Album Top 100 | Datum van verschijnen | Datum van binnenkomst | Hoogste positie | Aantal weken | Opmerkingen |
| ------------------------------------------------------------------- | --------------------- | --------------------- | --------------- | ------------ | ----------- |
| Candi Staton [1980]                                                 | 2004                  | 21-02-2004            | 75              | 5            |             |
| His hands                                                           | 2006                  | 01-04-2006            | 58              | 5            |             |

### Singles
| Single met eventuele hitnotering(en) in de Nederlandse Top 40 | Datum van verschijnen | Datum van binnenkomst | Hoogste positie | Aantal weken | Opmerkingen                                                            |
| ------------------------------------------------------------- | --------------------- | --------------------- | --------------- | ------------ | ---------------------------------------------------------------------- |
| In the ghetto                                                 | 1972                  |                       | tip21           |              |                                                                        |
| Young hearts run free                                         | 1976                  |                       | tip14           |              |                                                                        |
| You Got the Love (Erens Bootleg mix)                          | 1991                  |                       | tip12           |              | met The Source                                                         |
| You Got the Love (Now Voyager mix)                            | 1997                  | 26-04-1997            | 25              | 5            | met The Source / Nr. 37 in de Single Top 100                           |
| You got the love (New voyager radio edit)                     | 2006                  | 04-03-2006            | 8               | 16           | met The Source / Nr. 16 in de Single Top 100 / Dancesmash op Radio 538 |

| Single met hitnotering(en) in de Vlaamse Ultratop 50 | Datum van verschijnen | Datum van binnenkomst | Hoogste positie | Aantal weken | Opmerkingen                 |
| ---------------------------------------------------- | --------------------- | --------------------- | --------------- | ------------ | --------------------------- |
| Young hearts run free                                | 1976                  | 07-08-1976            | 19              | 3            | Nr. 15 in de Radio 2 Top 30 |
| You got the love (New voyager radio edit)            | 2006                  | 08-07-2006            | 49              | 1            | met The Source              |
| Hallelujah anyway                                    | 2012                  | 24-11-2012            | 13              | 10*          | Nr. 20 in de Radio 2 Top 30 |

## Diversen
- Tijdens de laatste scène van de televisieserie Sex & the City is You Got the love te horen. Dit is de Now Voyager-mix uit 1997.
- Staton heeft onder andere samengewerkt met Eddy Arnold, Roy Clark, Al Green, Bobby Womack, Stephanie Mills, Aretha Franklin, Boz Scaggs, Clarence Carter, B.B. King, Donny Hathaway en Little Richard.
- Staton heeft samen met Groove Armada het liedje Paris gemaakt.